# Primorsko-krajiška oblast
Primorsko-krajiška oblast je bila oblast u Kraljevini SHS. Sjedište je bilo u Karlovcu. Osnovana je Uredbom o podjeli zemlje na oblasti od 26. lipnja 1922. godine kojim je preustrojena Kraljevina SHS. Ukinuta je Zakonom o nazivu i podjeli Kraljevine na upravna područja od 3. listopada 1929. godine.

## Povijest
Uredbom o podjeli zemlje na upravne oblasti od 26. travnja 1922., te istodobno donesenim Zakonom o sreskoj i oblasnoj samoupravi (SN br. 92/1922), na osnovi čl. 95 Vidovdanskog ustava, Kraljevina SHS podijeljena je na 33 oblasti. Jedna od oblasti bila je i Primorsko-krajiška oblast, koja je teritorijalno obuhvaćala dio dotadašnje Zagrebačke, Modruško-riječke i Ličko-krbavske županije. Na čelu oblasti, kao predstavnik državne vlasti, bio je veliki župan, Andrija Zdravković, koji je imao je vlastiti, predsjednički ured, te mu je bilo podređeno 6 odjeljenja. Oblasna samouprava koja je djelovala putem Oblasne skupštine i Oblasnog odbora, uspostavljena je tek 1927. godine. Usvajanjem Zakona o izmjeni Zakona o općinama i oblasnim samoupravama 1929. oblasne su skupštine i oblasni odbori raspušteni, a veliki su župani bili dužni postaviti komesare. Komesar je imenovan 16. siječnja 1929. godine. Vlast velikog župana prestala je 10. studenoga 1929., kad je prešla na bana Savske banovine, a 15. studenoga prestalo je i poslovanje oblasne samouprave (komesara). Tada je započela likvidacija Primorsko-krajiške oblasti i oblasne samouprave, a završena je 3. prosinca 1929., preuzimanjem vlasti po banovinskoj upravi (Banska vlast Savske banovine).

## Zemljopis
Bila je djelatna na području koje je obuhvaćalo gradove Bakar, Karlovac, Petrinju, Senj i Sušak, te kotareve (srezove): Brinje, Crikvenica, Čabar, Delnice, Donji Lapac, Dvor, Glina, Gospić, Gračac, Karlovac, Korenica, Kostajnica, Novi, Ogulin, Otočac, Perušić, Petrinja, Senj, Slunj, Sušak, Udbina, Vojnić, Vrbovsko, Vrgin Most.

## Politika
Banska Hrvatska (Pokrajina Hrvatska i Slavonija) kao posebna pokrajina u sklopu Kraljevine SHS postojala do potkraj veljače 1924. Ukidanje svih povijesnih pokrajina i zemalja bilo je predviđeno još godine 1921. Vidovdanskim ustavom, kojim je država definirana kao jedinstvena i centralizirana država. Bilo je predviđeno da nova upravna podjela zemlje bude provedena osnivanjem oblasti, koje su trebale imati i neka obilježja samoupravnih tijela. Pokrajina Hrvatska i Slavonija naposljetku je ukinuta odlukom vlade od 15. veljače 1924., da bi s prvim ožujkom iste godine godine na njezinom području počele djelovati četiri oblasti: Zagrebačka, Primorsko-krajiška, Osječka i Srijemska. One su u početku bile bile tek jedinice državne uprave, da bi oblasne skupštine, oblasni odbori i ostala samoupravna tijela bili uspostavljeni nakon oblasnih izbora početkom 1927. Tada i oblasti s hrvatskom većinom ustrojavaju svoja samoupravna tijela.
| Stranke i koalicije              | Stranke i koalicije              | Ukupno zastupnika | Udjel u skupštini |
| -------------------------------- | -------------------------------- | ----------------- | ----------------- |
| Koalicija SDS-NRS:               | Koalicija SDS-NRS:               | 32                | 52,5%             |
| – Samostalna demokratska stranka | – Samostalna demokratska stranka | 30                | 49,2%             |
| – Narodna radikalna stranka      | – Narodna radikalna stranka      | 2                 | 3,3%              |
| Hrvatska seljačka stranka        | Hrvatska seljačka stranka        | 28                | 45,9%             |
| Demokratska stranka              | Demokratska stranka              | 1                 | 1,6%              |
| Ukupno                           | Ukupno                           | 61                | 100,0%            |

## Uprava
Rad Oblasti odvijao se kroz tijela oblasne samouprave, a rješavala je pitanja oblasnog zakonodavstva, izglasavanja proračuna, oblasnih javnih radova, upravljanje unaprjeđenjem oblasnih privrednih interesa, oblasni javni radovi, briga o narodnom zdravlju, prosvjetni poslovi oblasti, oblasne prometne ustanove i dr, kao što je pomaganje razvoja obrta, industrije, prikupljanje statističkih podataka za potrebe oblasne samouprave, davanje mišljenja vladi o pitanjima zakonskih prijedloga koji se odnose na oblasti itd.
- Iz područja financija to su bili poslovi sastavljanja oblasnih proračuna, raspolaganje porezima za oblasne rashode.
- Narodno gospodarstvo uključuje: brigu za oblasnu privredu općenito, poljoprivrednu industriju, seljačka gospodarstva, poljoprivredne zaklade, agrarno-političke mjere, razvoj pojedinih poljoprivrednih grana, brigu oko gospodarskih proizvoda, poslove razvoja stočarstva i veterinarstva, komasacije, izradu gospodarskih osnova, brigu nad oblasnim imanjima, seljačke zadruge i dr.
- Iz područja narodne prosvjete to su poslovi vezani uz unaprjeđenje prosvjete i školstva, školski programi, oržavanje tehničkih uvjeta školovanja i sl. Poslovi građevinarstva i prometa odnosili su se na izdavanje građevnih i vodograđevnih propisa, brigu za oblasne ceste, javne gradnje, mostove, željeznice, opskrbu vodom, navodnjavanje, osiguranje građevnog materijala, eksproprijacije, nadzor nad obavljanjem građevinskih poslova.
- Narodno zdravlje i socijalna politika obuhvaćali su poslove brige i nadzora nad provođenjem mjera iz zdravstvenih propisa, osnivanje zdravstvenih stanica, nadzor lječilišta, osnivanje sanatorija, nadzor nad javnim lokalima, tržištima, zaštitno-tehničke mjere, brigu za siročad i nezbrinute, pomoć kod elementarnih nepogoda, zaštita invalida i dr; osim toga u nadležnosti su mu i poslovi šumarstva (ukupna briga nad oblasnim šumama, pošumljavanje) te poslovi iz područja obrta, trgovine, industrije i statistike (unaprijeđenje obrta i kućnih radinosti, stručno obrazovanje i sajmovi i dr.).

### Tijela
U nadležnosti velikog župana bilo je 6 odjeljenja: upravno, prosvjetno (koje se sastojalo od Odsjeka za srednju i Odsjeka za osnovnu nastavu, te su pri njemu djelovali oblasni školski nadzornici), poljoprivredno, veterinarsko, šumarsko i sanitetsko, te računovodstvo i dva odsjeka: putovnički i zadružni. Oblasna skupština predstavljala je zakonodavnu i nadzornu vlast. Saziv oblasne skupštine pripadao je velikom županu u kraljevo ime.
Oblasna skupština je izglasavala oblasni proračun i oblasne uredbe, koje su imale karakter oblasnog zakon i mogle su se odnositi: na unutarnje poslovanje oblasnih samoupravnih vlasti, na ustrojstvo i poslovanje rasnih oblasnih samouprava i zavoda, reguliranje plaća i mirovina oblasnih činovnika, propisivanje načina uporabe oblasnih sredstava, razrađivanje zakonskih odredaba u cilju primjenjivanja u oblasti ako nisu iz područja javnog mira i reda, sigurnosti i morala.
Samoupravni poslovi Oblasnog odbora bili su podijeljeni na 6 "grana" (odjeljenja), na čelu kojih su bili odbornici. Poslovne grane obuhvaćale su općinsku samoupravu; financije; poljoprivredu; trgovinu, obrt i industriju, promet i turizam; oblasne građevine; prosvjetu, zdravstvo i socijalnu pomoć.
Nakon postavljenja, komesar je bio na čelu Predsjedništva oblasne samouprave, dok su ostali poslovi bili podijeljeni na 6 odjeljenja, kao u vrijeme djelovanja Odbora. Na čelu odjeljenja sad su se nalazili stručni referenti.